# The Art of War (álbum de Sabaton)
The Art of War (El arte de la guerra) es el cuarto álbum del grupo sueco de power metal Sabaton. La temática de este álbum está influenciada por las famosas escrituras del Arte de la guerra, por Sun Tzu. Mantiene además la temática clásica de Sabaton, donde se cuentan historias sobre hechos de las dos guerras mundiales.

## Lista de canciones
| The Art of War |                                                                 | |          |  |
| N.º            | Título                                                          | Tema | Duración |  |
| 1.             | «Sun Tzu Says» (Sun Tzu dice)                                   | Prólogo. | 0:24     |  |
| 2.             | «Ghost Division» (División fantasma)                            | La división de tanques de Erwin Rommel (7.ª División Panzer) durante la invasión de Francia.                                               | 3:51     |  |
| 3.             | «The Art of War» (El arte de la guerra)                         | Capítulo III de El arte de la guerra sobre cómo derrotar el enemigo sin luchar.                                                            | 5:09     |  |
| 4.             | «40:1»                                                          | La Batalla de Wizna al inicio de la Invasión alemana de Polonia de 1939.                                                                   | 4:11     |  |
| 5.             | «Unbreakable» (Indestructible)                                  | La guerra de guerrillas como el Vietcong y los partisanos soviéticos.                                                                      | 5:58     |  |
| 6.             | «The Nature of Warfare» (La naturaleza de la guerra)            | Capítulo VI de El arte de la guerra sobre puntos débiles y puntos fuertes.                                                                 | 1:19     |  |
| 7.             | «Cliffs of Gallipoli» (Precipicios de Galípoli)                 | La Batalla de Galípoli (1915) durante la Primera Guerra Mundial.                                                                           | 5:52     |  |
| 8.             | «Talvisota» (La guerra de invierno)                             | La Guerra de Invierno durante la Segunda Guerra Mundial.                                                                                   | 3:32     |  |
| 9.             | «Panzerkampf» (Batalla de tanques)                              | La Batalla de Projorovka, parte de la Batalla de Kursk, en la Segunda Guerra Mundial.                                                      | 5:16     |  |
| 10.            | «Union (Slopes of St. Benedict)» (Unión (Laderas de San Benito) | La Batalla de Montecasino durante la Segunda Guerra Mundial.                                                                               | 4:05     |  |
| 11.            | «The Price of a Mile» (El precio de una milla)                  | La Batalla de Passchendaele y las matanzas sin sentido de la Primera Guerra Mundial.                                                       | 5:56     |  |
| 12.            | «Firestorm» (Tormenta de fuego)                                 | El bombardeo estratégico y alusión al capítulo XII de El arte de la guerra sobre el ataque con fuego.                                      | 3:26     |  |
| 13.            | «A Secret» (Un secreto)                                         | Epílogo (Cuenta una broma para el oyente. Se le avisa que se ha detectado una descarga ilegal y que se instalará spyware en el ordenador). | 0:38     |  |
| 49:28          |                                                                 | |          |  |

| Pistas adicionales de edición re-armada |                                                                                        |                                                  |          |  |
| N.º                                     | Título                                                                                 | Tema                                             | Duración |  |
| 10.                                     | «Swedish Pagans» (Paganos suecos)                                                      | Los Vikingos.                                    | 4:13     |  |
| 11.                                     | «Glorious Land» (Tierra gloriosa)                                                      | Fuerzas militares que defienden sus territorios. | 3:19     |  |
| 12.                                     | «The Art of War» (El arte de la guerra)                                                | Demo preproducción                               | 4:48     |  |
| 13.                                     | «Swedish National Anthem» (Himno nacional de Suecia (Vivo en el Sweden Rock Festival)) |                                                  | 2:34     |  |
| 14:54                                   |                                                                                        |                                                  |          |  |

## Créditos
- Joakim Brodén – Voz
- Rickard Sundén – Guitarra
- Oskar Montelius – Guitarra
- Pär Sundström – Bajo
- Daniel Mullback – Batería
- Daniel Mÿhr – Teclado

- Datos: Q909589